# مارمولک پوست‌منجقی
پوست منجوقی (نام علمی: Heloderma horridum) مارمولکی بزرگ و سمی است که در مکزیک و جنوب گواتمالا زندگی می‌کند. با وجود این که نرها کمی بزرگتر هستند ولی در کل این گونه فاقد دودیسی جنسی است.

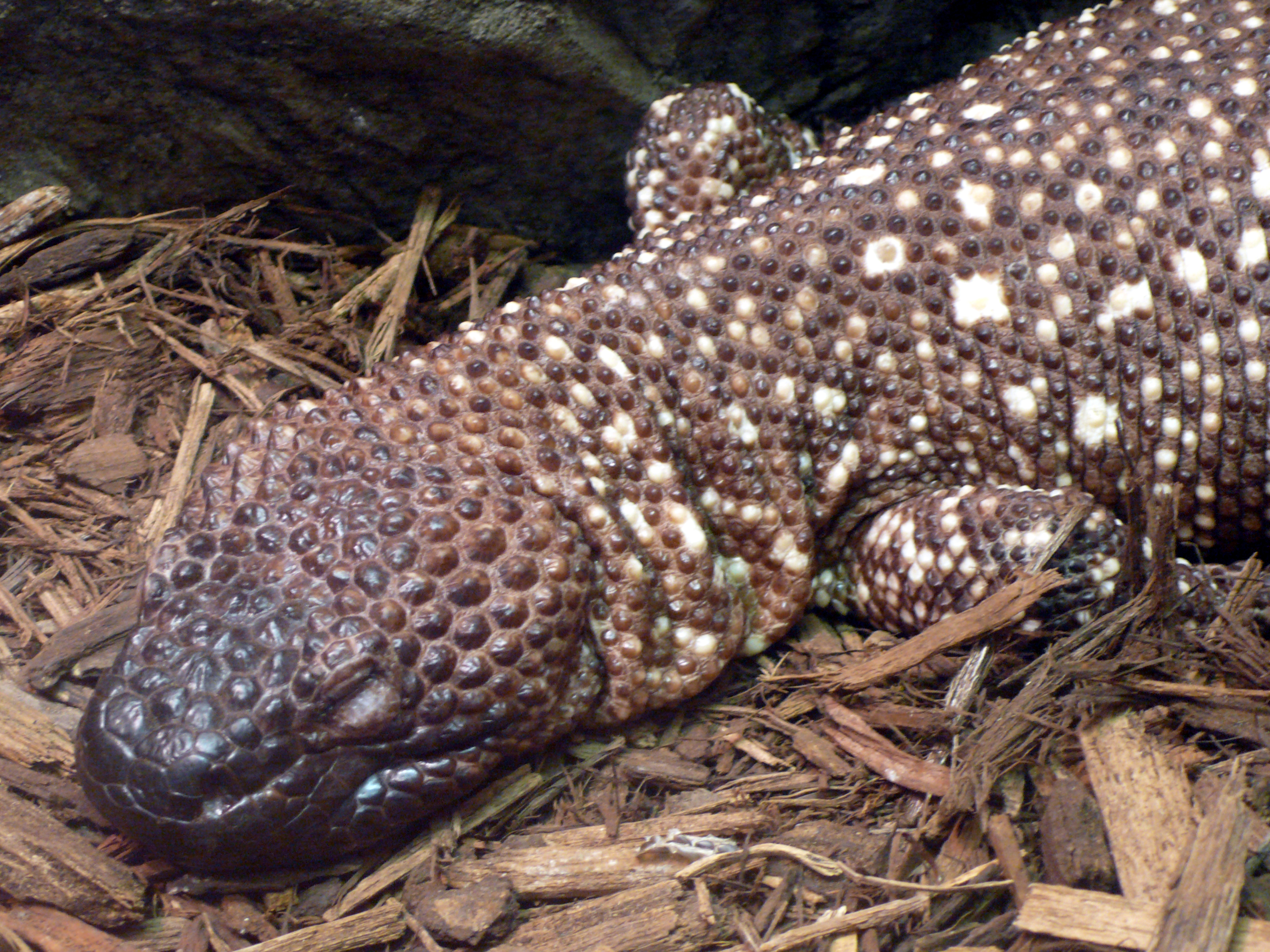
در مکزیک